# Zvjezdana vrata SG-1 (sezona 10)
Deseta sezona znanstveno fantastične serije Zvjezdana vrata SG-1 sastoji se od 20 epizoda. Prvo emitiranje desete sezone počelo je 14. srpnja 2006. godine na Sci Fi Channelu. U desetoj sezoni Vala Mal Doran postaje članicom SG-1 tima. Potraga za Svetim gralom koji će pomoći uništiti Orije se nastavlja. SG-1 dobiva i novog neprijatelja - Lucijanski savez. To je grupa krijumčara koji su iskoristili pad Sistemskih lordova za ostvarenje nelegalnog dobitka.

## Epizode
- 1. Krv i meso
- 2. Morfeus
- 3. Projekt Pegaz
- 4. Krtice
- 5. Nepozvani
- 6. 200
- 7. Kontranapad
- 8. Podsjetnik smrti
- 9. Družina lopova
- 10. Zadatak (1. dio)
- 11. Zadatak (2. dio)
- 12. Linija u pijesku
- 13. Put kojim ne ideš
- 14. Pokrov
- 15. Dar
- 16. Loši ljudi
- 17. Talion
- 18. Obiteljske veze
- 19. Dominijum
- 20. Beskrajnost